# Beith Football Club
Maillots
Beith Football Club est un club de football écossais basé à Beith, North Ayrshire fondé en 1875 et disparu en 1938. Ils furent membres de la Scottish Football League entre 1923 et 1926. Depuis lors, le club a changé d'identité et de statut et évolue dans les ligues juniors écossaises.

## Histoire
Le club a été fondé en 1875, il adhéra à l'Ayrshire Football League (en) en 1891 puis la Scottish Football Union et fut autorisé à rejoindre la Scottish Football League en 1923, à la suite de la création de la Division 3. Ils passèrent trois saisons dans cette division, finissant respectivement 7e, 13e et 12e. Mais à la suite de la disparition de la Division 3 en 1926, ils quittèrent la Scottish Football League et rejoignirent la Scottish Football Alliance, qui regroupait les équipes réserves des clubs de l'élite et quelques clubs non membres de la ligue (en fait, uniquement deux clubs non ligue Beith et Galston). Ils remportèrent la Scottish Qualifying Cup en 1928.
Mais, en 1938, Hamilton Academical demanda que la Scottish Football Alliance ne gardât que les équipes réserves et donc exclut Beith et Galston. Cette décision fut soumise au vote de tous les clubs de la Scottish Football League et seuls Ayr United, Clyde, Kilmarnock, Queen's Park et Saint Mirren votèrent pour le maintien de Beith et Galston dans la Scottish Football Alliance, dont ils furent donc exclus. Ils décidèrent de s'affilier alors aux ligues juniors, en changeant d'identité, devenant Beith Juniors F.C. (en) (qui a remporté la Tommy McGrane Memorial Cup en 2009).

## Palmarès
- 4 fois vainqueur de la Scottish Qualifying Cup

## Stades
Au cours de son histoire, Beith a joué dans les stades suivants :
- 1875-1882 Gateside Toll
- 1882-1883 Marshalland (en)
- 1888-1894 Knockbuckle
- 1894-1903 James Meadow (Muir Field)
- 1903-1915 Glebe Park
- 1919 Kersland Field Glengarnock
- 1919-1938 Bellsdale Park